# Terapia Castillo Moralesa
Terapia Castillo Moralesa (także: ustno-twarzowa terapia regulacyjna według Castillo-Moralesa, skr. Uttr) – neurofizjologiczna metoda terapeutyczna adresowana do dzieci i dorosłych z hipo- i hipertonią mięśniową, opracowana przez argentyńskiego lekarza i fizjoterapeutę, Rodolfo Castillo Moralesa, założyciela Centrum Rehabilitacyjnego w Córdobie.

## Geneza i historia
Twórca metody, znawca metod Bobath i Vojty, opracował swój system począwszy od lat 70. XX wieku, na podstawie własnej wiedzy praktycznej, jak i obserwacji argentyńskich plemion indiańskich, u których zauważył bardzo intensywny kontakt dotykowy i wzrokowy między rodzicami (głównie matkami), a dziećmi. Według Moralesa wpływało to pozytywnie na neurologiczny rozwój dzieci, przyspieszało zdobywanie przez nie różnorakich kompetencji i usamodzielnianie. Wiedzę o obyczajach Indian wykorzystał we własnej działalności terapeutycznej.
Pierwszymi adresatami tej odmiany terapii były dzieci z zespołem Downa i dzieci z rozszczepieniem podniebienia. W drodze rozwoju metody stosuje się ją obecnie także w procesie leczenia zespołu Pradera-Williego, zespołu Möbiusa, zespołu Pierre'a Robina, porażenia nerwu twarzowego i urazów czaszkowo-mózgowych.

## Charakterystyka
Zadaniem terapii jest przede wszystkim stymulowanie i usprawnianie motoryki dziecka niepełnosprawnego, jak również zmierza ona do regulacji symetrii twarzy i ustawienia żuchwy, eliminacji problemów z połykaniem, ssaniem, gryzieniem, żuciem i oddychaniem, polepszenia mowy i możliwości spostrzegania, kompetencji komunikacyjnych, a także poprawienia pionizacji ciała. Terapia stanowi syntezę dwóch składowych: neuroruchowej terapii rozwojowej (wsparcie zdolności czuciowych i ruchowych) oraz ustno-twarzowej terapii regulacyjnej.

## Metody
Najważniejsze techniki stosowane w trakcie terapii to: rozciąganie, ugniatanie, głaskanie i wibracje. Stymulowanie organizmu chorego odbywa się w siedmiu punktach neuromotorycznych, które Morales wyznaczył w obrębie kompleksu ustno-twarzowego:
- punkt gładzizny (centralna część nasady nosa)
- punkt kąta oka (zewnętrzny kąt oka, dokładnie na skrzyżowaniu włókien powiek górnej i dolnej)
- punkt skrzydełka nosa (po obu stronach skrzydełek nosa, na wysokości punktu wcięcia nosa)
- punkt wargi górnej (cała powierzchnia tej wargi)
- punkt kąta ust (kąciki ust – oba)
- punkt bródki
- punkt dna jamy ustnej (środkowa część jej dna)[2].

Uzupełnieniem jest gimnastyka muskulatury całego ciała. Jednym z istotnych zaleceń jest manualna kontrola głowy i żuchwy w celu uzyskania tzw. spokoju motorycznego (lepszy kontakt z podopiecznym i łatwiejsze koncentrowanie jego uwagi). Stosowany jest też masaż w obrębie jamy ustnej (głównie dziąsła, język i podniebienie), co ma poprawiać przełykanie oraz redukować ślinienie, a także poprawiać ułożenie języka. Podczas działań terapeutycznych używa się niekiedy pomocy mechanicznych, np. płytek stymulacyjnych i aparatów ortodontycznych.

## Ocena
Według twórców i praktyków stosowanie metody poprawia wyraz twarzy, optymalizuje ułożenie języka i ust, polepsza przełykanie i żucie u dzieci, koordynację ruchów języka i warg, a także artykulację. Trwała poprawa deklarowana jest u około ⅔ dzieci. Zaletą metody ma być jej prostota i brak zaawansowanych narzędzi, co ma pozwalać na łatwą implikację do warunków domowych i stosowania przez samych rodziców.
Wprowadzenie metody w pierwszym roku życia dziecka ma pozwalać zaoszczędzić długotrwałych ćwiczeń logopedycznych, które są częstokroć mało skuteczne w okresie w pełni utrwalonych nieprawidłowości.

## Krytyka
Brakuje badań o wysokiej jakości metodologicznej potwierdzających skuteczność metody. Pojedyncze, dostępne mają jedynie charakter obserwacyjny, przeprowadzane były bez grupy kontrolnej i bez wykorzystania testów statystycznych lub były retrospektywne – co nie daje solidnych podstaw do ustalania związków przyczynowo-skutkowych (terapia vs brak interwencji, a skutki zdrowotne) i oceny rzeczywistej efektywności metody.